# El Carabino
El Carabino är en ort i Mexiko.   Den ligger i kommunen San Diego de la Unión och delstaten Guanajuato, i den centrala delen av landet, 280 km nordväst om huvudstaden Mexico City. El Carabino ligger 2 046 meter över havet och antalet invånare är 257.
Terrängen runt El Carabino är huvudsakligen platt, men norrut är den kuperad. Runt El Carabino är det ganska glesbefolkat, med 31 invånare per kvadratkilometer. Närmaste större samhälle är San Diego de la Unión, 17,1 km väster om El Carabino. Trakten runt El Carabino består till största delen av jordbruksmark.